# Prärie-Salbei
Der Prärie-Salbei (Salvia azurea) (englisch azure blue sage, prarie sage, pitcher sage), auch Spätherbst-Salbei und Herbst-Salbei genannt, ist eine Pflanzenart aus der Gattung Salbei (Salvia) in der Familie der Lippenblütler (Lamiaceae). Die Pflanze ist in den zentralen und südlichen Teilen der USA bis nach Mexiko beheimatet und besiedelt dort trockene Prärie- und Savannenstandorte. Die winterharte, genügsame Staude wird wegen ihrer tiefblauen Blüten und der späten Blütezeit gern als Zierpflanze verwendet.

## Beschreibung

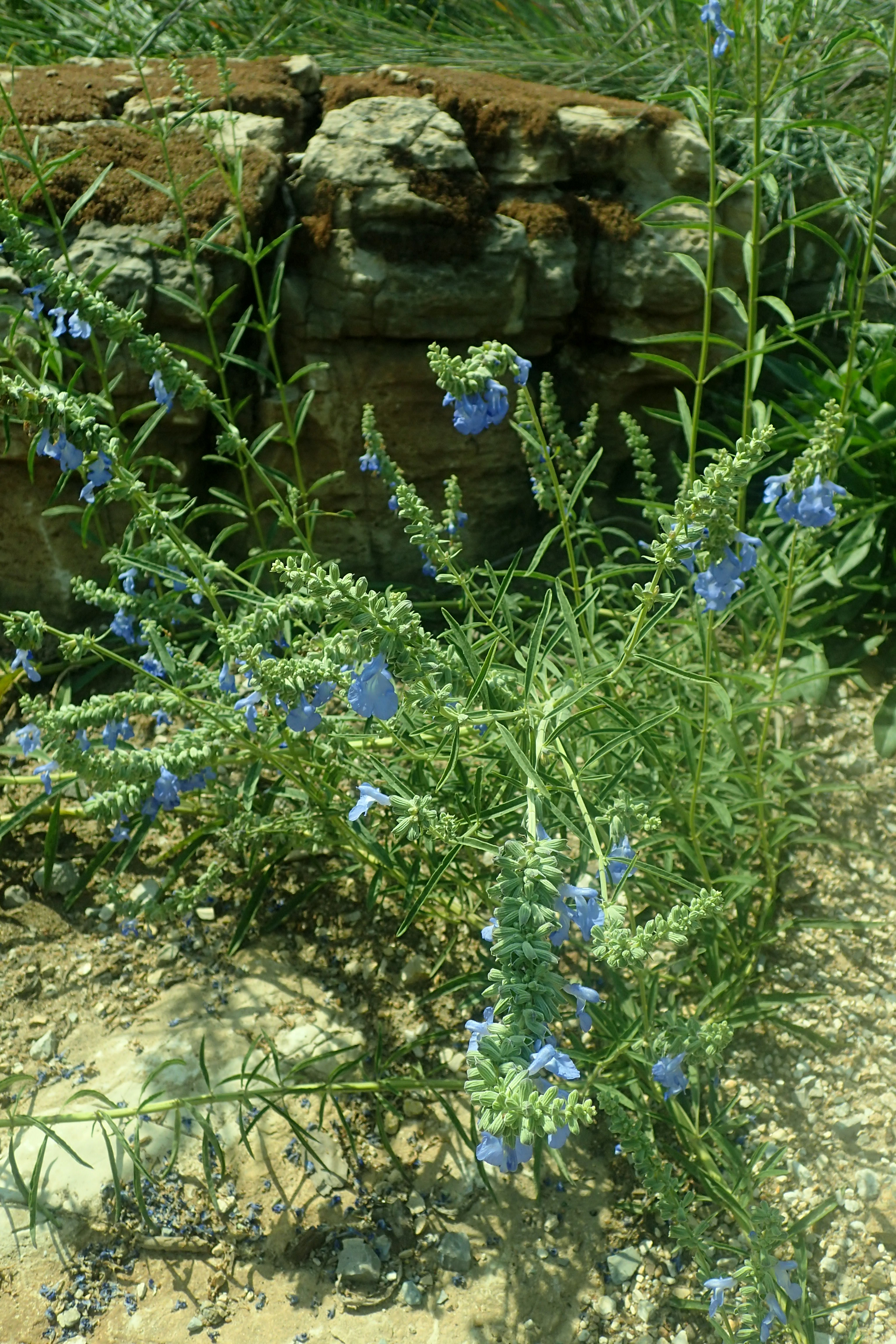
Habitus des Prärie-Salbei

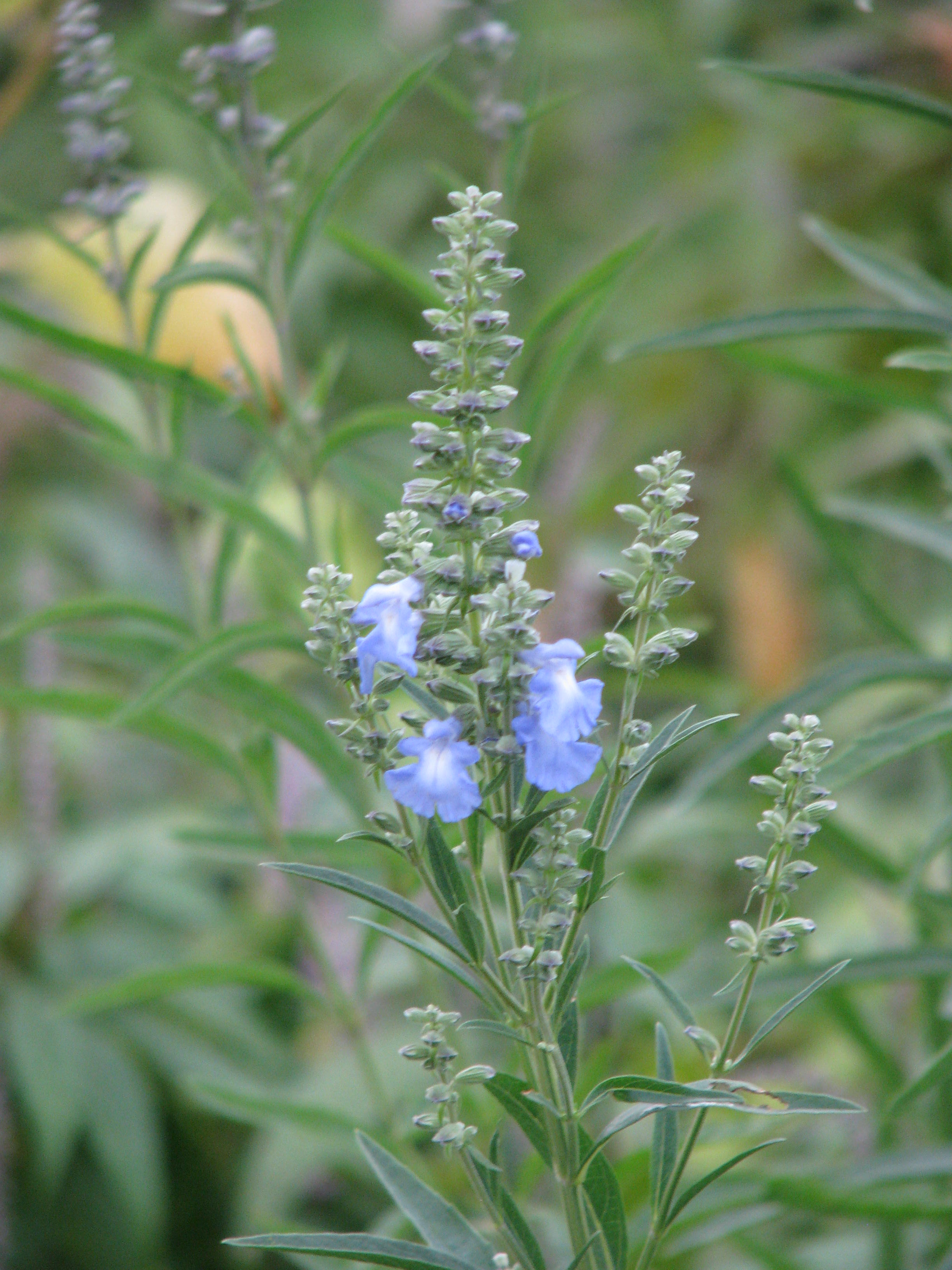
Prärie-Salbei

### Vegetative Merkmale
Der Prärie-Salbei ist eine sommergrüne, 30–150 cm hohe Staude mit biegsamen, im Frühjahr zunächst aufrechten, dann im Sommer überhängenden, verzweigten Stängeln. Die Pflanze bildet kurze Ausläufer und ein stark verzweigtes, über 2 m tiefes Wurzelsystem. Die grauflaumigen, 4–8 cm langen Blätter sind lanzettlich, gesägt oder gezähnt. Die Pflanze duftet kaum. Die dünnen Stängel verkahlen von unten etwas, es gibt keine grundständigen Blätter. 

### Generative Merkmale
Die zahlreichen, rein blauen (selten weißen) Blüten sind 1,5 bis 2 cm lang. Von August bis Oktober erscheinen lockere Scheinquirle aus 4–6 Einzelblüten an ährenförmigen oder rispigen Blütenständen. Die Kelchblätter sind trichterförmig verwachsen und enden zweilippig. Die fünf hell himmelblauen Kronblätter sind zu einer zygomorphen Blütenkrone verwachsen und bilden eine kurze Blütenröhre, die sich zu einer breiten, dreilappigen, hängenden unteren Kronlippe und einer kurzen, steifen oberen Kronlippe öffnet. In einem Scheinquirl blühen immer nur wenige Blüten gleichzeitig. Die Klausenfrucht besteht aus einem oder zwei hellbraunen, harzgetränkten Nüsschen (Klausen). Sie sind etwa 3 mm lang, elliptisch und abgeflacht.

### Chromosomensatz
Die Chromosomenzahl beträgt 2n = 20.

## Ökologie
Die Blüten des Prärie-Salbei sind für Bienen, wandernde Monarchfalter und andere Insekten attraktiv, wozu auch die lange Blütezeit bis in den Spätherbst beiträgt. Die Staubbeutel reifen heran, bevor die Blütennarbe für die Pollen empfänglich ist, um eine Selbstbestäubung zu verhindern. Die Pollen tragenden Staubbeutel befinden sich an dem vorderen Ende eines schlanken Fadens. Am hinteren Ende befindet sich ein steriler Staubbeutel. Bienen landen auf der Unterlippe und drängen sich unter der Oberlippe hindurch zu den Nektardrüsen an der Basis der Blütenröhre. Bei Eintritt in die Blütenröhre drückt der Kopf auf den sterilen Staubbeutel. Dadurch schwenkt der Faden wie eine Wippe und lädt Pollen aus dem fruchtbaren Staubbeutel auf den Rücken der Biene ab. Die Blätter des Prärie-Salbei dienen verschiedenen Nachtfaltern als Nahrung, z. B. den Raupen von Lintneria eremitus und Lintneria eremitoides.

## Vorkommen
Der Prärie-Salbei ist in den zentralen und südlichen Teilen der USA beheimatet. Die Pflanze besiedelt trockene, sonnige, eher magere Standorte auf lehmigen, kiesigen und tonigen Böden. Sie wächst an Straßenrändern, auf Waldlichtungen, in der Prärie und den Savannen, auf Feldern und Weiden. In einigen US-Staaten ist sie inzwischen selten geworden, wie z. B. im US-Bundesstaat Illinois, wo sie auf der Liste der bedrohten Arten steht.

## Verwendung
Der Prärie-Salbei gilt als wertvoller Spätherbstblüher im Staudenbeet, allerdings auch als etwas „launisch“, da er nicht in jedem Jahr zuverlässig blüht. Ein sonniger, warmer Standort ist erforderlich, etwas Schatten am Gehölzrand wird aber toleriert. Die Pflanze ist gegenüber verschiedenen Bodentypen und der Bodenfeuchtigkeit (trocken bis frisch) ziemlich tolerant. Der Boden sollte aber durchlässig sein, damit die Wurzeln nicht zu faulen beginnen. Das Kürzen der Triebspitzen zu Beginn der Vegetationsperiode führt zu einer verzweigteren, standhafteren Form.
Der Prärie-Salbei ist in Mitteleuropa ausreichend winterhart, allerdings sollte eine Herbstpflanzung vermieden werden. Angaben zur Winterhärte variieren zwischen −23 °C (Zone 6) und −34 °C (Zone 4).

## Systematik
Die Art wurde 1788 zum ersten Mal beschrieben, dann noch einige Male im 19. und 20. Jahrhundert unter verschiedenen Namen. R. Govaerts untersuchte 2003 die bestehende Literatur und verhalf der Beschreibung Salvia azurea Lam. ex Vahl zur Anerkennung. Keine der früher beschriebenen Unterarten wird heute noch anerkannt. Vom Prärie-Salbei sind zwei Varianten bekannt:
- Salvia azurea var. azurea (englisch azure blue sage) im östlichen und südöstlichen Teil des Verbreitungsgebietes
- Salvia azurea var. grandiflora Benth. (englisch pitcher sage) im Westen und Nordwesten des Verbreitungsgebietes. Blüten mit längerer Blütenröhre und breiterer Unterlippe. Der englische Name pitcher sage wurde aus dem früher verbreiteten Synonym Salvia pitcheri gebildet und ehrt den US-amerikanischen Mediziner und Botaniker Zina Pitcher (1797–1872).

Der Prärie-Salbei wird der Salvia-Untergattung Calosphace zugeordnet. Diese besteht aus fast 500 in Amerika beheimateten Arten, mit Zentren der Artenvielfalt in Mexiko, in der Andenregion, im Süden Brasiliens und in Argentinien.